# Lagnieu
Lagnieu är en kommun i departementet Ain i regionen Auvergne-Rhône-Alpes i östra Frankrike. Kommunen ligger  i kantonen Lagnieu som ligger i arrondissementet Belley. Kommunens areal är 27,25 km². År 2022 hade Lagnieu 7 321 invånare.

## Befolkningsutveckling
Antalet invånare i kommunen Lagnieu
Referens: INSEE